# Guangling (Yangzhou)

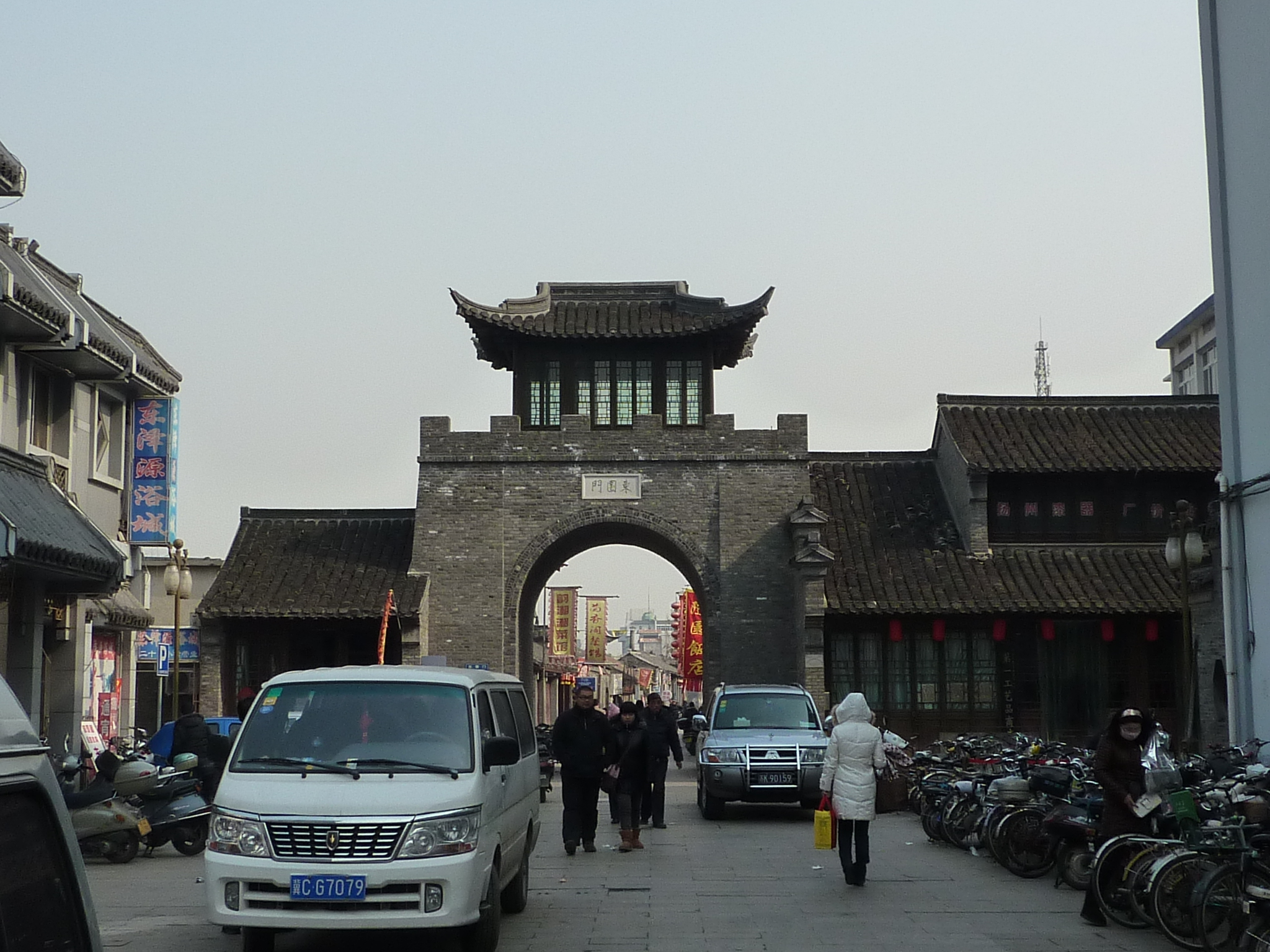
Yangzhou – Dongquan Gate

Guangling (chinesisch 广陵区, Pinyin Guǎnglíng Qū) ist ein chinesischer Stadtbezirk in der Provinz Jiangsu. Er gehört zum Verwaltungsgebiet der bezirksfreien Stadt Yangzhou. Guangling hat eine Fläche von 468 km² und zählt 341.043 Einwohner (Stand: Zensus 2010). Er ist Sitz der Stadtregierung und Stadtzentrum von Yangzhou.

## Administrative Gliederung
Auf Gemeindeebene setzt sich der Stadtbezirk aus vier Straßenvierteln, einer Großgemeinde und einer Gemeinde zusammen. 